# Pontecagnano Faiano
Pontecagnano Faiano és un municipi italià, situat a la regió de Campània i a la província de Salern. El 2024 tenia 26.573 habitants.